# ألمودينا فرنانديز
ألمودينا فرنانديز (بالإسبانية: Almudena Fernández) (مواليد 1 يناير 1977) عارضة أزياء إسبانية وناشطة في مجال البيئة وداعم لأوقيانوسيا. في أغسطس 2010 ، شاركت فرنانديز في رحلة استكشافية في أوشينا في خليج المكسيك للمساعدة في نشر الأخبار حول محنة الخليج ومخاطر الحفر البحري، ظهرت في مجلات الموضة بما فيها إيلي، رائج، كوزمابولتين، الشكل وهاربرز بازار، وظهرت في ماركات عالمية هيرميس، جيفنشي، وكارتييه، ريفلون، لاكوست، كارولينا هيريرا.
تم تعيينها أيضًا سفيرا للنوايا الحسنة في مهرجان الموسيقى روك في ريو دي جانيرو في إسبانيا والبرتغال، وهو مهرجان يمتد سبعة أيام بينما ينتج طاقته الخاصة من خلال التقنيات الشمسية والهجينة ؛ روك في ريو هو أكبر مهرجان موسيقي في العالم.

## الروابط الخارجية
- ألمودينا فرنانديز على موقع IMDb (الإنجليزية)
- ألمودينا فرنانديز على موقع دليل عارضات الأزياء (الإنجليزية)

- صفحة ألمودينا فرنانديز الرسمية
- نبذة عن ألمدينا فرنانديز في قاعدة بيانات عارضات الازياء
- آسك مان عارضة الأسبوع